# Valač
Valač en serbe latin et Vallaq en albanais (en serbe cyrillique : Валач) est une localité du Kosovo située dans la commune/municipalité de Zvečan/Zveçan, district de Mitrovicë/Kosovska Mitrovica. Selon des estimations de 2009 comptabilisées pour le recensement kosovar de 2011, elle compte 81 habitants, dont une majorité de Serbes.

## Démographie

### Évolution historique de la population dans la localité
| 1948 | 1953 | 1961 | 1971 | 1981 | 1991 | 2009 |
| ---- | ---- | ---- | ---- | ---- | ---- | ---- |
| 182  | 195  | 220  | 177  | 135  | 113  | 81   |

|  |